# Bruneau (motorfietsmerk)
Bruneau is een historisch Frans motorfietsmerk.
De bedrijfsnaam was: Motorcyclettes Bruneau, Tours.
Dit was een Frans merk waarvan de eerste modellen in 1903 waren uitgerust met Zürcher-inbouwmotoren. Rond 1905 bouwde Bruneau echter een van de eerste paralleltwins, in dit geval van 498 cc. Bruneau gebruikte al vroeg waterkoeling en kettingaandrijving, getuige het feit dat een licentie hiervoor in 1908 aan Rochet verkocht werd. De productie van de Bruneau-motorfietsen eindigde in 1910.